# Marina Tsvetáyeva

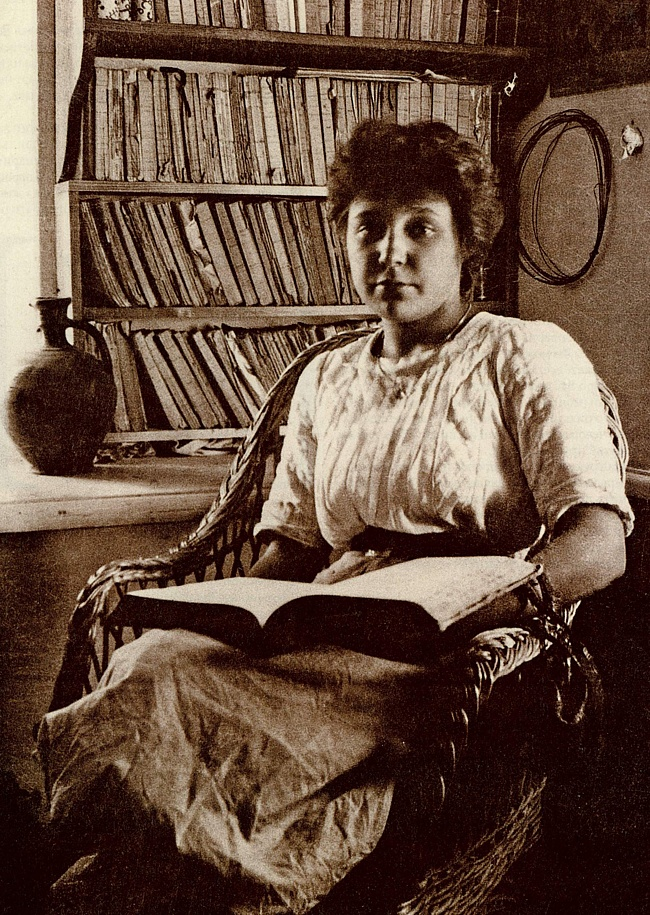
Foto de Marina Tsvetáyeva por Maksimilián Voloshin, 1911.

Marina Ivánovna Tsvetáyeva (en cirílico Марина Ивaновна Цветaева; Moscú, 26 de septiembre (calendario juliano) / 8 de octubre (calendario gregoriano) de 1892-Yelábuga, 31 de agosto de 1941) fue una escritora rusa, que destacó como poeta y prosista.
Es una de las poetas más originales del siglo XX. Su obra no fue del gusto de Stalin y del régimen comunista. Su rehabilitación literaria empezó en los años 1960. Su poesía proviene de lo más profundo de su personalidad, de su excentricidad y de su uso muy preciso del idioma.

## Biografía
Nació en una familia acomodada y fue hija del fundador del Museo Pushkin de Moscú, Iván Tsvetáiev. 
Todavía muy joven publicó con gran éxito Álbum vespertino. Siguió trabajando en literatura y conoció y trató a los grandes escritores. Se la sitúa a la altura de Borís Pasternak, Anna Ajmátova y Ósip Mandelshtam. Al padecer la reprobación oficial, Tsvetáyeva no pudo encontrar vivienda ni trabajo. Era tan pobre que su hija Irina hubo de ir al orfanato donde, dadas las condiciones famélicas, murió. 
Después de la revolución rusa, tuvo que exiliarse en Berlín, Praga (1922) y luego en Francia (1925) con su marido, antes oficial blanco en activo, que se desengañó poco a poco con la actitud de los emigrados. Vivió 14 años en Francia, a disgusto y deprimida. Tenía dos hijas, Irina y Ariadna, y un hijo, Gueorgui. 
Al fin, en 1939, regresó a la Unión Soviética con su hijo Gueorgui (Mur) para reunirse con su marido Serguéi Efrón, quien había regresado a Rusia con su hija Ariadna en 1937, como un responsable del contraespionaje soviético. Marina escribió al jefe del NKVD, Lavrenti Beria, pidiendo información y defendiendo a su marido, tras una desgraciada misión oficial. En 1941, Serguéi Efrón y Ariadna fueron arrestados. Su marido, Serguéi, fue fusilado el 16 de octubre de 1941. Ariadna tuvo que autoacusarse como era habitual, pero tras permanecer ocho años en el Gulag, fue arrestada de nuevo en 1949 y enviada al destierro en el raión de Turujansk. Solo fue rehabilitada en 1955. 
Cuando comenzó la Gran Guerra Patria, con la ocupación nazi, Tsvetáyeva fue evacuada a Yelábuga, Tartaristán, donde finalmente se suicidó en 1941.
Pese a todas esas desdichas (y de la conciencia escrita de ellas) dejó unas obras muy vivas, de impresionante calor, intransigente y llenas de valentía, donde está el recuerdo de toda una serie de escritores y artistas de su época, así como el retrato de sus propias obsesiones, con una lengua entrecortada y agudísima. Su correspondencia cruzada con Pasternak y Rilke (sólo publicables desde 1979) nos da la media de su personalidad, su fuerza especial y la atracción de todo tipo que ella ejerció.
La obra se salvó de la destrucción y del olvido gracias a su hija Ariadna Efrón. En la Unión Soviética permaneció casi inédita hasta después de la Segunda Guerra Mundial, cuando se la empezó a conocer a través de la publicación de literatura en hojas clandestinas. "Nabókov rectificó sus prejuicios sobre la difícil Tsvietáyeva ('leerla solamente causa estupor y dolor de cabeza'), pero se negó a encabezar su rehabilitación, que no ha llegado del todo hasta hace unos días cuando se ha publicado en Rusia su obra completa", según escribió Enrique Vila-Matas.
La obra poética de Tsvetáyeva ha sido traducida al español por la eslavista Selma Ancira, mexicana residente en Barcelona. Aunque empezó mucho antes en la editorial Siglo XXI, desde 1990 «otras editoriales, atrapadas en la amorosa red fanática de Ancira, continuaron la labor». Para Tzvetan Todorov fue una de las escritoras más grandes del siglo XX.
Su poesía no solo influyó en la literatura, sino también en otras ramas del arte. Por ejemplo, la gran compositora soviética Sofiya Gubaidúlina le dedicó obras como Stunde der Seele (en español: Hora del alma, 1976), para mezzosoprano y orquesta de vientos; y Homenaje a Marina Tsvetáyeva (1982), suite en cinco movimientos para coro a cappella. Ambas, con textos de Tsvetáyeva.

## Obras destacadas

### Libros de versos
- Álbum de la tarde, 1910 (Вечерний альбом)
- Linterna mágica, 1912 (Волшебный фонарь)
- De dos libros, 1913 (Из двух книг)
- Bandada de cisnes, 1917-1921 (Лебединый стан)[7]
- Leguas, 1921 (Вёрсты)
- Leguas,edición 1, 1922 (Вёрсты. Выпуск 1)
- Fin de Casanova, 1922 (Конец Казановы)
- Separación, 1922 (Разлука)
- Versos a Blok, 1916-1921
- Psique, 1923 (Психея. Романтика)
- Profesión, 1923 (Ремесло)
- Después de Rusia, 1922-1925 (После России)
- Versos a Chequia, 1938-1939 (Стихи к Чехии)

### Poemas
- "Hechicero", 1914 ("Чародей")
- "Don Juan", 1917 ("Дон Жуан")
- "Doncella reina", 1920 ("Tsar-devitsa" - "Царь-девица")
- "Un bravo", 1922 ("Mólodets" - "Молодец")
- "Poema de la montaña", 1926 ("Поэма Горы")
- "Poema del fin", 1926 ("Поэма Конца")
- "Poema de Escalera", 1926 ("Поэма Лестницы")
- "Сazador de ratas", 1926 ("Крысолов")
- "Siberia", 1930 ('Сибирь")

En antologías
- Poesía soviética rusa, 1965 (traducción Nicanor Parra)

### Obras para teatro
- Ventisca, 1918 (Метель)
- Valet de corazones, 1918 (Червонный валет)
- Ángel de piedra, 1919 (Каменный ангел)
- Ariadna, 1927 (Ариадна)
- Fedra, 1928 (Федра)

### Prosa
- Madre y música, 1934 (Мать и музыка)
- Mi Pushkin, 1937 (Мой Пушкин)
- Relato de Sónechka, 1937 (Повесть о Сонечке)
- Memorias sobre Maksimilián Voloshin (1932), Andréi Bely (1934), Mijaíl Kuzmín (1936), Borís Pasternak (1933), Valeri Briúsov (1925)
- Diarios de la Revolución de 1917 (1919)
- Mi padre y el museo (1933)

## Traducciones
- El poeta y el tiempo, Barcelona, Anagrama, 1990, edición y traducción de Selma Ancira.
- Carta a la amazona y otros escritos franceses en prosa y verso, Madrid, Hiperión, 1991; intr. y trad. de Elizabeth Burgos; epílogos de Hélène Cixous; traducción de los poemas, Severo Sarduy.
- Poema de la montaña. Poema del fin. Carta de Año Nuevo. Madrid, Hiperión, 1991. Edición bilingüe
- El diablo, Barcelona, Anagrama, 1991. Traducción: Selma Ancira.
- Tres poemas mayores, Madrid, Hiperión, 1991. Traducción: Elizabeth Burgos, Lola Díaz y Severo Sarduy.
- Indicios terrestres, Madrid, Cátedra/Versal, 1992.
- Mi Pushkin; Pushkin y Pugachov, Barcelona, Destino, 1995, traducción de Selma Ancira.
- Cartas del verano de 1926 / Borís Pasternak, Rainer Maria Rilke, Marina Tsvietáieva, Barcelona, Grijalbo Mondadori, 1993; introd. y notas de K.M. Azadovski, Elena Pasternak y Evgueni Pasternak; trad. de Selma Ancira; versión de los poemas en ruso de Tatiana Bubnova. Luego, en Minúscula, 2012 con valiosos retoques.
- Antología poética, Madrid, Hiperión, 1996; edición y prólogo de Elizabeth Burgos; traducción de Lola Díaz; versión de Severo Sarduy.
- Un espíritu prisionero, Barcelona, Galaxia Gutenberg, 1999; trad. de Selma Ancira; prólogo de Irma Kúdrova; epílogo de Ana Mª Moix.
- Una dedicatoria, Un. Iberoamericana /Artes México, 1997
- El relato de Sóniechka, Castellón: Universitat Jaume I, 2002. Traducción de Reyes García Burdeus.
- Mi Pushkin, Buenos Aires, Santiago Arcos, 2003. Luego, en Acantilado, 2009
- Tres poemas, Córdoba, Alción, 2006.
- Cartas de Wilno, Vigo, Maldoror ediciones, 2006. Traducción: Jorge Segovia y Violetta Beck.
- Natalia Goncharova. Retrato de una pintora, Minúscula, 2006
- Ariadna, Ediciones del Oriente y del Mediterráneo, Madrid 2006. Traducción: Carlos Iniesta. Estreno en España: Teatro Central de Sevilla, junio 2008, Atalaya Teatro.
- Locuciones de la Sibila, Castellón, Ellago Ediciones, 2008. Recopilación de aforismos, bilingüe. Traducción de Reyes García Burdeus.
- Confesiones. Vivir en el fuego, Galaxia Gutenberg, 2008, largo texto editado y construido por Tzvetan Todorov, trad. de Selma Ancira.
- Viva voz de vida, Minúscula, 2009 ISBN 978-84-95587-45-9.
- Mi madre y la música, Acantilado, 2012.
- Ensayos, Pontevedra, Ellago Ediciones, 2012. Traducción de Reyes García Burdeus.
- Diarios de la Revolución de 1917, Acantilado, 2015.
- Cartas de amor a Konstantín Rodzévich, Sevilla, Renacimiento, 2018. Traducción de Reyes García Burdeus.
- Noche mía, rival mía, Buenos Aires, Llantén, 2018. Traducción de Natalia Litvinova.
- Mi padre y el museo, Acantilado, 2021.
- "La amiga", Pre-Textos, 2023. Traducción de Reyes García Burdeus.